# 74 High Street (Kirkcudbright)
Unter der Adresse 74 High Street in der schottischen Kleinstadt Kirkcudbright in der Council Area Dumfries and Galloway befindet sich ein Wohngebäude. 1967 wurde das Bauwerk in die schottischen Denkmallisten in der höchsten Denkmalkategorie A aufgenommen. Mit 66–70 High Street schließt sich rechts ein weiteres Kategorie-A-Bauwerk an.

## Beschreibung

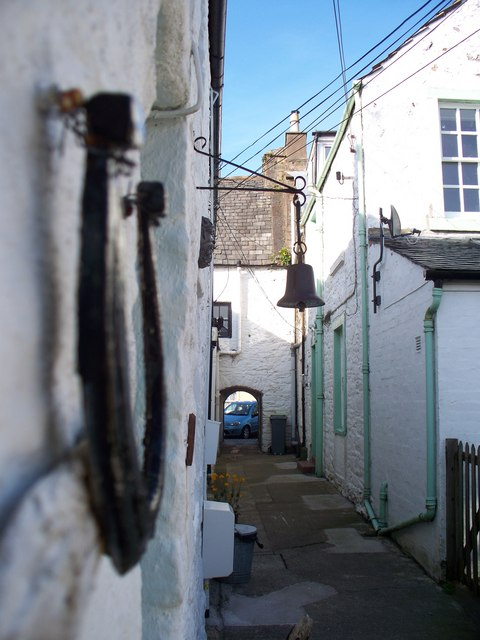
Blick entlang des Cannon’s Close auf den Torweg

Das aus dem 17. Jahrhundert stammende Gebäude liegt an der High Street im Zentrum von Kirkcudbright. Sein Mauerwerk besteht aus Bruchstein. Die nordexponierte Frontseite des zweistöckigen Hauses ist asymmetrisch aufgebaut mit zwei Sprossenfenstern im Erd- und drei im Obergeschoss. Im Obergeschoss ist links eine gerahmte Vertiefung eingelassen, die möglicherweise einst eine Plakette oder ein Wappen hielt. Die Eingangstüre befindet sich rechts der Mittelachse. Etwa mittig ist eine niedrigere Türöffnung zu erkennen, die mit Mauerwerk verschlossen wurde. Eine weitere verschlossene Öffnung ist im Obergeschoss zu erkennen. Sie schloss mit einem Segmentbogen. Das Gebäude schließt mit einem steilen, schiefergedeckten Satteldach.
An der linken Seite führt ein ausgemauerter rundbögiger Torweg in eine enge Gasse namens Cannon’s Close. Ein flacher Flügel, der wahrscheinlich aus der Bauzeit des Gebäudes stammt, zieht sich entlang der Gasse. Er beherbergte möglicherweise die Küche. Im Cannon’s Close befinden sich des Weiteren drei angebaute Häuser aus dem 19. Jahrhundert. Sie sind zweistöckig mit jeweils zwei Achsen weiten Fassaden. Wie auch am Hauptgebäude, bestehen die Mauerwerke aus Bruchstein mit eingesetzten Sprossenfenstern. Die Häuser schließen ebenfalls mit schiefergedeckten Satteldächern.